# Solbjerg Engsø
Solbjerg Engsø er en ny sø, som er anlagt i 1993 af Frederiksborg Amt og Skov- og Naturstyrelsen. Søen er ca. 33 ha, mens engene omkring er på ca. 20 ha. Søen blev indviet i oktober 1993 og den daglige administration varetages af Frederiksborg Statsskovdistrikt.
Solbjerg Engsø indgår i en række nyere vådområder på i alt 350 ha, som til sammen skal forbedre vandkvaliteten i Arresø. Søerne, der alle ligger langs med Pøleåen, skal tilbageholde en del af det fosfor, der trods moderne teknik stadig udledes fra renseanlæggene. Den største synder, i denne forbindelse, er Hillerød by, der udleder en del renset spildevand direkte til Arresø. Denne rensning foregår via et stryg i den nordlige ende af søen, hvor der over en 200 meter lang strækning udjævnes et fald på 2 meter, samtidig findes der hvilebassiner for fisk og andet vandløbsliv. Søens gennemsnit dybde er 70 cm, hvor den største dybde er ca. 1,5 meter.
Prøver, foretaget det første år, henholdsvis ved søens indløb i syd og ved stryget i nord, viser at søen har tilbageholdt 10 tons fosfor, hvilket er 20 gange mere end forventet.
I 1996 blev Strødam Enge, som den anden sø i rensningsplanen, anlagt syd for Solbjerg Engsø.